# Сімферопольський телевізійний завод «Фотон»
ВАТ «Фотон», раніше Сімферопольський телевізійний завод — колишнє підприємство радіопромисловості у місті Сімферополь, Автономна Республіка Крим.

## Історія
У 1961 році Рада Міністрів СРСР для задоволення потреб суспільства в радіоелектронній апаратурі ухвалила постанову про створення уніфікованого телевізора та будівництва понад 10 складальних телезаводів з виробництва блоків, вузлів та інших радіодеталей. Тоді й було започатковано будівництво телезаводу в Сімферополі.
З 1964 року було проведено організаційну роботу, затверджено технічний проєкт, виділено будівельний майданчик. Тоді радіотехнічний відділ телезаводу знаходився у штатах заводу «Фіолент». Кваліфікованих інженерів та робітників радіоелектронного профілю у Сімферополі практично не було, тому понад 100 головних фахівців довелося запросити з інших міст України та з Росії. Випуск продукції на виробничих лініях йшов паралельно із навчанням кадрів.
У 1966 році були здані адміністративно-лабораторний та побутовий корпуси, їдальня, зведена коробка головного складального цеху. Поряд з «оборонною» продукцією більшість його потужностей була зайнята випуском телевізійних приймачів. Перші нестандартні прилади, лінійки виготовляли силами власного цеху нестандартного обладнання. В оснащеному вигляді тоді ще не велике виробництво являло собою завод у мініатюрі з передовою технологією. Наприкінці 1966 року колектив зумів виготовити перші 500 телевізорів моделі Лотос.
У 1967 році підприємство було введено в експлуатацію під найменуванням Сімферопольський завод телевізорів імені 50-річчя СРСР.
У середині 1970-х років були виготовлені перші кримські телевізори кольорового зображення, чорно-білі телевізори нових моделей стали випускатися у виконанні для постачання на Кубу, у звичайному — для внутрішнього ринку. До цього часу телезавод став виробничим об'єднанням, що включає головний завод, СКБ, ТА, 2 філії з виробництва схемно-кабельної продукції та блоків, створених у Луганській області. З кожним роком колектив підприємства збільшував випуск продукції.
У 1980-ті роки розширювалося виробництво (збудовано нові модулі- дільниці у складальному цеху з регулювання кольорових телевізорів), було створено лінію автоматизованого набору друкованих плат «Трасса», розроблялися та впроваджувалися роботи та маніпулятори, гнучкі автоматизовані виробництва. Паралельно йшло будівництво багатьох об'єктів соцкультпобуту (другої їдальні, магазину, гуртожитків, житла, пансіонату і т. д.).
У 1989 році, відзначивши 25-річний ювілей «Фотона» колектив ухвалив рішення про перехід на оренду майна з подальшим викупом. Перші два роки роботи в оренді були сприятливими завдяки великому ринку збуту. Досить сказати, що в магазинах йшов попередній запис на покупку телевізорів, а це — гарантований виторг, прибуток, заробіток. Перехід оренду дозволив збільшити обсяги виробництва в 1989 р. проти 1988 р. в 1,4 раза (у порівнянних цінах), продуктивність праці — майже у 2 рази. У 1990 році було освоєно ще близько 200 блоків та вузлів для телевізорів.
У 1993 році на базі НВО «Фотон» створено Кримську виробничо-комерційну корпорацію «Фотон», засновниками якої є 20 підприємств в акціонерних товариствах Сімферополя, Дніпра, Херсона, Стамбула, Софії, Москви, Гомеля, Краснодара, Єкатеринбурга, Варни.
У 1990-х роках випускався «Нуман 31ТБ — 404» з турецьким корпусом, а за тим у масовому виробництві, — «Фотон» 31ТБ — 407/408", який незабаром став мати величезний попит у всіх регіонах України, також в країнах СНД, у Туреччині, Болгарії, Румунії тощо. Продукція фірми становила 1,7 % ринку телевізорів України та 7,1 % ринку СНД. У країни СНД продавалося 50 %, в Україні 40 %. За тверду валюту реалізувалося 10 % продукції, що випускається «Фотоном». Четверта частина — через фірмову торговельну мережу. У структурі СПФК «Фотон» було 5 магазинів та 19 техноторгових центрів.
У 1991 році завод став ВАТ «Фотон».
У 1997 році завод зупинив виробництво, випустивши 13,4 мільйона телевізорів. Вуло проведено процедуру банкрутства. Далі виробництво телевізорів у Сімферополі, як і на інших українських телезаводах, фактично померло, оскільки «Фотон» не витримував конкуренції з телевізійними приймачами світових фірм, що з'явилися на відкритому ринку.
В 1999 році, після кількох років простою, на заводі розпочався випуск чорно-білих телевізорів, які мають невеликий встановлений кінескоп. Підприємство презентувало нову партію телевізорів, здатних витримати конкуренцію на ринку телевізійних апаратів і України, і Росії. З близько 13 тисяч робітників у 1990 році залишилося 700.
Також робилися спроби здійснення збирання деяких моделей кольорових телевізорів з турецькими комплектуючими елементами, які незабаром припинилися.
У квітні 2001 року Фонд держмайна на території України за пропозицією, що надійшов від кримської влади, почав проводити реструктуризацію частини «Фотону», що залишилася, але восени 2002 року цю процедуру було на деякий час призупинено.
2005 року від чинного Кабінету міністрів України надійшло доручення про проведення приватизації заводу «Фотон». Потім почалося здавання в оренду просторих заводських приміщень під склади для розміщення різної продукції.
У 2000-х роках «Фотон» продовжував працювати та випускати РК-телевізори, 2010 року він виробив техніки на $500 тисяч, але працював зі збитками. При цьому підприємство мало великі земельні ділянки в кримській столиці. У 2007 році з'явилася інформація щодо приватизації підприємства.
Обсяг виробленої продукції за підсумками 2009 року становив 3 млн. 964 тис. грн., за III квартал 2010 р. – 897 тис. грн.
За результатами III кварталу 2010 року збиток підприємства становить 1 млн. 377 тис. грн., дебіторська заборгованість – 1 млн. 757 тис. грн., кредиторська заборгованість – 2 млн. 131 тис. грн.
Наприкінці 2010 року 99,5 % акцій заводу виставили на продаж. Стартову ціну на майно підприємства було визначено у розмірі $8,3 млн.
У 2011 році 21 вересня на заводі спрацювала пожежна сигналізація, площа пожежі становила близько 500 кв.м..
Сьогодні від колись успішного підприємства практично нічого не залишилося, а на його території знаходиться близько 30 невеликих фірм. Найбільший цех заводу наразі повністю занедбаний, усередині практично нічого не залишилося за винятком залишків електричного обладнання та хімічної лабораторії.